# Asociación Internacional para el Estudio del Dolor
La Asociación Internacional para el Estudio del Dolor, conocida por sus siglas en inglés IASP (International Association for the Study of Pain) es una organización internacional cuyo objetivo principal es elevar el nivel de formación en el campo del dolor, por lo cual se creó un comité ad Hoc sobre currículo para las Facultades de Medicina en noviembre de 1985. Se fundó en 1985 bajo el liderazgo de John Bonica. Publica en la revista científica Pain.
En el año 2020 redefine el dolor como “una experiencia sensorial y emocional desagradable, asociada o similar a la asociada con daño tisular real o potencial". 